# Castell Aberlleiniog
Castell Aberlleiniog (« château de la rivière Lleiniog » en gallois) est un château à motte construit par Hugues d'Avranches entre 1080 et 1099 près de Llangoed, village de l'île d'Anglesey, au pays de Galles.
Il est la propriété d'une agence d'action communautaire basée à Anglesey, Menter Mon et a subi d'importants travaux de restauration dirigés par une équipe d'archéologues locaux.